# Кавказская ложа
Кавказская ложа (груз. ლოჟა "კავკასიური") — ложа Великого востока народов России в Кутаиси, которая была создана в 1915/16 году. И которая просуществовала до конца 1917 года.

## Основание ложи
В начале XX века, когда Грузия переживала период бурных политических и социальных перемен, группа видных общественных деятелей решила объединить свои усилия для блага страны. Георгий Зданович, человек просвещенный и прогрессивный, вместе с Евгением Гегечкори и Николаем (Карло) Чхеидзе, разделявшими его взгляды, в Кутаиси основал масонскую ложу. В своих мемуарах, Гегечкори утверждал, что князь Сергей Дмитриевич Урусов также принимал участие в основании ложи.
Вопрос о точной дате основания масонской ложи «Кавказская» до сих пор вызывает споры среди историков. Разногласия возникают из-за противоречивых свидетельств современников, оставивших свои воспоминания об этом периоде. В своих мемуарах, записанных в Брюсселе в 1928 году, Евгений Гегечкори утверждает, что ложа была основана в 1915 или 1916 году.
- Георгий Феликсович Зданович  - основатель ложи.
- Николай Семёнович Чхеидзе - основатель ложи.
- Евгений Петрович Гегечкори - основатель ложи.
- Сергей Дмитриевич Урусов - основатель ложи

Георгий Зданович, как опытный и мудрый лидер, возглавил это почтенное объединение. Он направлял своих братьев к достижению благородных целей: распространению в обществе принципов гуманности, терпимости, любви к человеку и уважения. Параллельно с целями общество пыталось собрать полезных для страны людей и оказывать прямое или косвенное влияние на процессы, происходящие в стране.

## Члены ложи
Ложа «Кавказская» было не простое собрание людей, а братство, скрепленное общими идеалами и стремлением к совершенствованию. Документально в мемуарах сохранилась информация только о членах, принятых в день основания. Информацию о членах, принятых в последующий период, мы узнаем только из личных писем или других косвенных источников.
В день основания к ней присоединились такие уважаемые личности, как Кита Абашидзе, Ясон Бакрадзе, Александр Диасамидзе, и Петре Кипиани.
- Кита Георгиевич Абашидзе
- Ясон Томасович Бакрадзе
- Петре Иосифович Кипиани
- Александр Николаевич Диосамидзе

Ираклий Григорьевич Церетели в своем фундаментальном труде «Воспоминания о Февральской революции» приводит свидетельства о своем членстве в масонской ложе. Данное произведение также содержит подтверждение принадлежности к этой же ложе Александра Самсоновича Асатиани. При этом, в тексте не приводятся конкретные даты их вступления или периода членства в указанной организации.
Ложа «Кавказская» не ограничивалась только духовным развитием своих членов. Она стремилась активно участвовать в жизни страны, собирая вокруг себя полезных людей и оказывая влияние на происходящие процессы. Братья-масоны верили, что их знания и опыт могут принести пользу Грузии, помочь ей преодолеть трудности и встать на путь прогресса.

## Основные аспекты деятельности ложи
я ее ценил как организацию, где могут быть выяснены те или иные общие прогрессивным элементам точки зрения на различные вопросы. такое согласование взглядов мне казалось политически весьма полезным. Наряду с такой информацией о событиях шла и взаимная информация об отношении к ним. Тут бывали и дебаты, причем обострения их всегда избегали. как только замечали, что разногласия не могут быть сглажены, что общую формулировку отношения к данному вопросу найти нельзя, то вопрос этот устранялся. Но по тем вопросам, когда имелось сходство отношения, резолюций не выносили, голосований не производили: все, что придавало бы собраниям сколько-нибудь связующий характер, было устранено.Николай Чхеидзе
Атмосфера братского внимания друг к другу, стремление оказывать братьям помощь во всех делах, отсутствие враждебности и борьбы — все это действовало подкупающе. На собраниях ложи обсуждали политические вопросы, обменивались мнениями о положении дел, о действиях намеченных партиями или о том, что сделать следует.Евгений Гегечкори

## История деятельности ложи
В воспоминаниях Николай Чхеидзе объясняет, что протоколы собраний общества и другая документация уничтожались сразу после завершения собрания, из-за чего подробная информация о деятельности общества и его членов дошла до нас в меньшей степени. Только из личных писем, отправленных членами друг другу, мы узнаем отдельные сведения о том, как они пытаются заниматься строительной деятельностью в разных городах, помогать выдающимся молодым людям и помогать людям, преследуемым за любовь к своей стране.
В архиве Георгия Здановича под архивным номером N 6416 / 420 находится документ, где член общества Ясон Бакрадзе, с согласия другого члена, Кита Абашидзе, пишет Георгию Здановичу, что они должны сделать все возможное, чтобы добиться смягчения наказания известному церковному деятелю и впоследствии патриарху Кириону II, в письме также говорится о необходимости избегать преследований церкви. После письма информация о действиях, предпринятых членами «Кавказской» ложи, не найдена, однако в качестве исторического факта известно, что российская жандармерия в 1915 году прекратила преследование Кириона и вернула ему право служения, однако не разрешила ему вернуться в Грузию.

## Годы предшествовавшие приостановке деятельности ложи
С момента основания и до 1917 года руководителем ложи был Георгий Зданович. Георгий тяжело заболел в 1916 году, слег в постель, и, поскольку у него не было семьи, заботу о нем взял на себя Кита Абашидзе. В результате продолжительной и тяжелой болезни Зданович скончался 30 июля 1917 года в Кутаиси.